# Траян
Вижте пояснителната страница за други личности с името Траян.
Марк Улпий Траян (на латински: Marcus Ulpius Traianus; 53 – 117) е римски император от Нерво-Антониновата династия, вторият от т.нар. „Петима добри императори“. Управлението му от 98 до 117 г. е най-забележително с неговата строителна дейност и с грандиозните военни победи, които Траян постига в Дакия и Месопотамия. През този период Римската империя достига своя най-голям териториален обхват.
Траян е първият римски император, роден в провинция. Роден е в град на име Италика, провинция Испания Бетика, (близо до съвременна Севиля, южна Испания), в семейството на Улпий Траян, виден държавен и военен деятел по времето на император Веспасиан. Предците на неговата фамилия са италийски преселници и нямат патрициански произход.
Траян рано постъпва във войската, отличава се със силата и уменията си и дълги години служи в действащата армия по границите на империята. През 89 г. командва легион в Испания, а през 91 г. император Домициан го назначава за консул. По-късно е командир и управител в Германия.
През 97 г. император Нерва, който е стар, бездетен и непопулярен сред войниците, осиновява и обявява за наследник Траян, за да удовлетвори исканията на армията. За заслугите му в Германия Сенатът гласува на Траян титлата Germanicus, („Германски“). След смъртта на Нерва (в началото на 98 г.), Траян става император. Той довършва войната по Рейнската граница и година по-късно влиза тържествено в Рим.

## Вътрешна политика
Траян възприема вътрешния курс на своя предходник и осиновител Нерва, демонстрира любезно отношение и приветливост към всички обществени слоеве, стреми се към приятелство и съгласие с нобилитета, съставен вече предимно от знатни провинциали и все по-малко староримски и италийски патриции. В официалната клетва на сенаторите към императора е добавена фразата „ако управлява добре и за общото благо“. Възобновена е дейността на избирателните комисии, обявена е свобода на словото, Сенатът получава правото да назначава и контролира провинциални магистрати, разбира се, одобрени от принцепса. Траян не само решително забранява доносите, но и нарежда шпионите на Домициан да бъдат заточени.
Според неговата биография, Траян твърди че иска да бъде такъв император, какъвто той самият би желал да има като поданик. Траян е популярен и сред народа на Рим, поддържайки еднакво добри отношения както със Сената, така и с армията. Той допълва фонда на системата Алимента, създадена от предходника му за издръжка на сираци и бедни семейства.
Като негативна страна на Траяновото управление може да се считат строгите мерки за публична безопасност, гоненията на християни, прекалената централизация на властта в ръцете на принцепса, което свежда до минимум влиянието на Сената, както и пълната липса на инициатива на наместниците в провинциите. Тази зависимост се вижда много добре от кореспонденцията между Траян и Плиний Млади (наместник на Витиния).

### „Най-добър принцепс“
В тържествения „Панегирик за император Траян“ – хвалебствена реч, която Плиний произнася, след като е избран за консул, се превъзнасят характерът, постиженията и нововъведенията на Траян в областта на законите, търговията, военната дисциплина и правосъдието. Творбата е свидетелство за постигнатото разбирателство между управляващите прослойки на Рим и техния император, представен като идеална личност, в съответствие с приетата философска представа за „най-добрия човек“ на трона. Израз на изключителното одобрение от страна на сенаторската класа към Траян е титлата Optimus Princeps („Най-добър принцепс“), която му е гласувана от 103 година нататък. Такава титла не е била давана на никой друг император преди Траян.
Относно личния живот и качествата на Траян, древните писатели се изказват изключително благоприятно. Въпреки че Тацит и Светоний почти не оставят сведения за Траян, Плиний възторжено възхвалява скромността и смелостта на императора, който по време на военен поход се хранел не по-различно от простите войници и не се страхувал да върви пеша сред обикновените граждани в Рим.
Официалната пропаганда представя Траян като справедлив, почтен и здравомислещ човек, пълна противоположност на неуравновесения тиранин Домициан. Траян имал репутацията на благосклонен и в същото време строг и самовладеещ се военачалник, който изглежда нямал други слабости, освен виното и склонността към юноши и момчета, въпреки че, както отбелязват авторите, при всеки случай той не навредил нито на себе си, нито на някой друг. Неговата съпруга императрица Плотина и неговата сестра Марциана, с които живеел на Палатин, били сочени като образец за римски матрони с безупречен морал. Под тяхно влияние императора се опитва да ограничи корупцията сред държавните служители.

## Дакийските войни
По времето на Траян Рим води две войни с даките, които завършват със завладяването на цяла Дакия и включването ѝ в състава на империята.

### Първа Дакийска война
Първата Дакийска война е подготвяна още от първите месеци след възкачването на Траян. Кампанията се води с цел възстановяване на авторитета на Рим след пораженията на Домициан. Бойните действия са открити през 101 г., когато легионите нахлуват отвъд Дунав, напредват решително и се насочват към главната крепост Сармизегетуза, след като побеждават в битката при Апула. Вождът на даките Децебал е принуден да капитулира и приема условията на Рим: да върне всички избягали роби и дезертьори, да предаде обсадните машини и определено количество оръжие, да разруши всичките си укрепления и да приеме римски гарнизони.

### Втора Дакийска война
Веднага след сключване на примирието Децебал започва да се готви за нов конфликт, а неговото послание за съюз до царя на Партия е заловено, което води до началото на Втората дакийска война през (105 – 107 г.). Този път римските легиони са предвождани лично от император Траян, който преминава Дунава по специално построен каменен мост (при дн. Железни врата), проектиран от известния архитект Аполодор от Дамаск. Даките предприемат атака срещу римските позиции, но са разбити. Дакийската съпротива е сломена, а крепостта Сармизегетуза е превзета, при което се самоубиват хиляди даки, предпочели да не попаднат в робство. Децебал загива по време на бягството си поради предателство.
След завладяването на земите северно от Дунав там е създадена римска провинция Дакия, където са основани романизирани колонии на ветерани и преселници от Италия. В чест на победата на Траян се присъжда почетната титла Dacicus („Дакийски“).
С покоряването на Дакия в римската хазна попадат 165 тона злато и 331 тона сребро. Държавата опрощава всички дългове и налози на римските граждани за 106 година и подарява по 650 денария на всеки длъжник. С парите от военната плячка Траян организира пищен триумф и празненства в Рим, които продължават четири месеца. В гладиаторски борби на арените се борят и загиват десетки хиляди диви животни и поробени хора – главно военнопленници, престъпници.

## Строителство
Благодарение на завладяването на дакийските съкровища и експлоатацията на дакийските златни и сребърни рудници се подобрява състоянието на държавните финанси. Това позволява в Рим, Италия и провинциите на цялата империя да бъде изпълнена мащабна програма за обществено строителство, която се изразява в строеж на обществени сгради, пътища, акведукти, реконструкция и модернизиране на пристанища. В столицата е построен многоетажен универсален търговски център (Mercatus Traiani, т.е. Пазар на Траян, 110 г.), в който се помещавали различни магазини. Основани и застроени са и нови градове (Марцианопол, Никополис ад Иструм, Никополис ад Нестум, Августа Траяна и др.)
Освен новия Форум на Траян, построен в Рим, за Траяновото управление напомня и знаменитата 40-метрова Траянова колона (през 1587 г. стоящата на нея фигура на императора е заменена с тази на апостол Петър). Построена в чест на победата в Дакия, колоната по цялата височина е украсена с изящни барелефи, изобразяващи епизоди от войната. Почти толкова е известна и триумфалната арка на Траян в Южна Италия в град Беневентум. Още по-известен е Circus Maximus, разширен по времето на император Траян, който побирал два пъти повече зрители (ок. 350 000) от най-големия съвременен стадион в света. Циркът бил с дължина над 500 m и широчина над 100.

## Кампании на изток
Сред управляващите кръгове в Рим по това време се считало, че империята би съществувала сигурно, само ако се разширява, докато по границите не остане силен противник. Стратегическа цел са богатите търговски градове на Ориента, където повече от век основен конкурент на римляните е Партското царство, чиито владетели се стремят да наложат политическото си влияние в Армения. Но главните причини за подготвянето на война в Предна Азия са икономически: търговският внос на редки, екзотични и луксозни стоки от Персия и Арабия предизвиквал постепенен отлив на злато и сребро извън границите на Римската държава, което водело до финансови кризи и дефицит – и дори след завладяването на дакийските съкровища големите разходи принуждават правителството да намали през 107 г. сребърното съдържание на издаваните денарии; като единствен начин да бъде спрян този процес се явявала военната кампания за придобиването на контрол над керваните и т.нар. „Път на коприната“.
Предварителната подготовка за мащабни военни действия на изток продължава няколко години. През 109 г. легионите се придвижват по южните склонове на Кавказ и принуждават местните владетели на колхите, иберите и сарматите да признаят върховенството на Рим. Освен това през 106 г. царството на набатейските араби е превърнато в римска провинция Арабия, а около 111 г. е превзета крепостта Петра в Синай.

### Партската война
От 113 г. Траян установява щаба си в сирийската провинциална столица Антиохия, откъдето следи действията на партските сили, нападнали Арменското царство. Така в 114 г. римляните намират необходимия повод за интервенция, прогонват партското присъствие там и незабавно обявяват страната за римска провинция Армения. Присъединена е също и областта Атропатена, с което Римската империя достига до брега на Каспийско море.
Моментът е подходящ за решителна атака срещу Партското царство, отслабено от избухналите вътрешни междуособици и конфликтите със степни номади на изток. Начело на голяма армия самият Траян настъпва в Северозападна Месопотамия през 115 г. и ръководи завладяването на областите Асирия (римска провинция), след това продължава към Вавилония, превземайки градовете Селевкия и Хатра. През 116 г. Траян влиза в укрепената партска столица Ктезифон, при което партският цар Ороз е принуден да избяга, оставяйки трона и семейството си в ръцете на нашественика. Траян временно поставя на трона своето протеже принц Партамаспат. Установили властта си в Двуречието, римляните прибързано започват да налагат своята данъчна система и да ограбват местното население.
Към края на 116 – началото на 117 г. войната се счита за приключена, а Римската империя се намира в зенита на могъществото и славата си. Римските знамена се издигат по крайбрежието на Персийския залив, където новопостроената флота предприема показна експедиция в Индийския океан. Победоносният Траян получава от Сената титлите Parthicus („Партски“) и Optimus Maximus Princeps („Най-добър и най-велик първенец“).

### Край на управлението
Императорът започва да крои планове за още завоевания на Изток подобно на Александър Велики. Той обаче е изненадан от внезапни въстания в Египет, Кипър, Северна Юдея, а в самото Двуречие скоро се появяват нови партски армии. За умиротворяване на провинциите са отделени значителни контингенти, което отслабва римското присъствие по поречието на Тигър и Ефрат. Избухва голямо въстание на народа във Вавилония. Римляните губят контрола над важни крепости и скоро се виждат принудени да опразнят Месопотамия. Това кара Траян да се оттегли в Сирия, откъдето се отправя към Рим, за да събере средства за възобновяване на войната. По време на пътуването императорът умира от воднянка в Селинус (Киликия) на 8 август 117 година. Урната с прахът му е положена в основата на триумфалната Траянова колона в Рим. Траян не оставя наследници, а властта в империята е поета от Адриан, негов далечен сродник.
В традицията на Рим, Траян е смятан за най-успешния принцепс. След смъртта си великият император и пълководец е обожествен от Сената, който възприема обичая да приветства всеки следващ нов цезар с пожеланието „Да бъде по-щастлив от Август и по-добър от Траян.“. В негова памет Адриан издига нов храм в близост до собствения му форум.

## Други факти
Според свидетелството на Амиан Марцелин Траян надминава всичките си предшественици и приемници в строителната си дейност, който на неговите постройки толкова често се споменава името му, че всички го наричали на шега „лишей“ (herba parietina). Построяването на Античния театър в Пловдив, според открит строителен надпис върху фриз-архитрава от източния проскений в театъра, е станало по времето на император Марк Улпий Траян.
Проходът Траянови врата край Ихтиман носи името на римския император. Там се намират останки от древния римски път Виа Милитарис и антична крепост. След Дакийската война започва мащабна строителна дейност в Тракия, поради което много римски градове носят имена напомнящи за император Траян и неговите победи (Августа Траяна, Никополис ад Иструм, Никополис ад Нестум). Името на императора носят и т.нар. Траянови валове, Виа Траяна, Траянов мост над Неретва в Мостар, както и Трофеят на Траян (Tropaeum Traiani), римски монумент в Северна Добруджа, реконструиран в 1977 година. Антун Вранчич през 1553 г. съобщава, че целият път от Белград за Цариград се наричал „Траянов път“.
Според Константин Иречек името на победителя на даките Траян придобива гръмка известност между славяните, че той е причислен към славянските богове. В апокрифи като Ходене на Богородица по мъките е записано, че в числото на боговете езичниците смятат и хора като „Троян, Хърс, Велес и Перун“ и е налице забележка, че Троян бил „цар“ в Рим. Траян или Троян, царят с магарешки или кози уши от народната приказка, е митологичен персонаж в южнославянския фолклор. 